# FAMO
ФАМО (нем. FAMO, сокр. от нем. Fahrzeug- und Motoren-Werke GmbH — Завод транспортных средств и моторов) — немецкая машиностроительная компания, занимавшаяся во время Второй мировой войны производством специализированной автомобильной техники.

## История
В ноябре 1935 года авиационная компания «Юнкерс» приобрела транспортное отделение машиностроительной группы «Линке-Гофманн-Буш» (Linke-Hofmann-Busch), состоявшее из паровозо и вагоностроительного завода Готфрида Линке (нем. Gottfried Linke), основанного в 1839 году и расположенного в Бреслау, переименовав его в завод транспортных средств и моторов.
Завод собирал тракторы и дорожные тягачи, но во времена бурной милитаризации экономики Германии приступил к производству военной автотехники для Вермахта. В 1936 году новообразованной фирме ФАМО был поручен выпуск полугусеничных транспортеров-тягачей 18-тонного класса для буксировки тяжелых гаубиц и эвакуации поврежденных танков. В том же году появился первый опытный образец, а через два года началось изготовление пробной серии.
После оккупации Польши в 1939 году фирме был передан завод «Урсус» (Ursus) в предместье Варшавы Чеховицах. Данное предприятие получило название «FAMO-Warschau».
В 1939—1944 годах на заводах ФАМО в Бреслау и в Варшаве выпускался тягач Sd.Kfz.9, ставший самым крупным и мощным полугусеничным тягачом Второй мировой войны.
В 1944 году, незадолго до вступления Красной армии в Бреслау, фирму перевели в Саксонию, в Шёнебек, где во времена ГДР она изготовляла тракторы получив новое наименование (Тракторный завод Schönebeck).